# 슬로베니아 국립박물관
슬로베니아 국립박물관(슬로베니아어: Narodni muzej Slovenije)은 슬로베니아 류블랴나에 소재한 국립 박물관이다. 티볼리 공원 근처 도시의 중심 지구에 있다. 같은 건물에 있는 슬로베니아 자연사 박물관과 함께 슬로베니아 국립박물관은 이 나라에서 가장 오래된 과학 및 문화 기관이다. 2021년에 슬로베니아 대통령인 보루트 파호르로부터 특별 공로 훈장을 받았다.